# Johannes Petrus Hooijkaas
Johannes Petrus Hooijkaas (Zutphen, 14 november 1900 – Den Haag, 17 juli 1971), geboren Isaac Petrus Hooijkaas (of Hooykaas) was een Nederlands jurist. Hij was als hoogleraar verbonden aan de Universiteit Utrecht en is enige tijd advocaat-generaal bij de Hoge Raad geweest.

## Biografie
Hooijkaas werd geboren op 14 november 1900 in Zutphen. Hij was de zoon van Johannes Hooijkaas en Charlotta Alberta Jacoba van der Linden. Tijdens zijn jeugd ging hij in Kampen als Arnhem naar het gymnasium. In 1918 begon hij aan een studie rechten aan de Universiteit Utrecht die hij in 1923 voltooide. Datzelfde jaar promoveerde hij in Leiden op stellingen. Hij ging daarna aan de slag bij het ministerie van Justitie in Den Haag. Hij maakte enkele malen promotie totdat hij in 1937 benoemd werd tot raadsadviseur bij de afdeling staats- en strafrecht. In 1935 werd hij benoemd tot officier in de Orde van Oranje-Nassau en het jaar erop tot ridder in de Orde van de Nederlandse Leeuw.
Hij was een medewerker van het Tijdschrift voor strafrecht. Ook was hij actief binnen de Nederlandse Bond voor Strafrecht. Zijn belangrijkste publicatie is een in 30 juli 1934 gepresenteerd pre-advies voor de Nederlandse Juristen-Vereniging. De vraagstelling voor het pre-advies luidde: 'Komt bij de bescherming van de individuele vrijheid in ons huidig strafrecht en strafprocesrecht de gemeenschap te kort? Zo ja, welke wijzigingen dienen dan in onze wetgeving te worden aangebracht?' Tweede pre-adviseur was A.J. Marx. Beide pre-adviezen werden door de daaropvolgende vergadering grotendeels verworpen. Alleen de voorstellen die betrekking hadden op het beperken van het vrij verkeer tussen raadsman en verdachte en het afschaffen van de cautieplicht werden door de NJV aangenomen.
Hij werd op 18 maart 1941, tijdens de bezetting, benoemd tot secretaris-generaal van het ministerie van Justitie. Zijn voorganger was Jan Coenraad Tenkink. Tenkink kon zich niet vinden in de door de Duitse bezetters opgelegde maatregelen en had om die reden ontslag genomen. Hooijkaas was niet de eerste keus, maar waarschijnlijk speelde zijn opvatting dat de bezetters het volkenrecht niet hadden geschonden mee tijdens zijn benoeming. Hij weigerde echter om als secretaris-generaal mee te werken aan de nationaalsocialistische hervorming van de Duitsers. Zo weigerde hij het Journalistenbesluit te ondertekenen. Op 1 juli 1941 werd Hooijkaas alweer vervangen door Jaap Schrieke. Hooijkaas zelf werd raadsadviseur op de afdeling wetgeving. Van 5 tot 17 april 1945 was hij op verzoek van de afgetreden Schrieke nogmaals secretaris-generaal (plaatsvervangend). Op 19 april 1945 droeg hij de leiding over aan het Militair Gezag. In mei 1945 jaar werd Hooijkaas benoemd tot raadadviseur in algemene dienst.
In 1946 stapte hij op als raadsadviseur in algemene dienst en werd hij raadsheer bij het Gerechtshof Arnhem. In 1948 werd hij advocaat-generaal bij de Hoge Raad. Hij hield nog steeds bezig met de verhouding tussen individu en staat. Zo schreef hij in een referaat dat het individu als hij/zij gewetensbezwaren heeft zich tegen de staat mag of zelfs moet opstellen. Zijn opvattingen hieromtrent het recht kwamen ook tot uiting in zijn conclusies als advocaat-generaal. Bijvoorbeeld de conclusie bij NJ 1951, 348 (met een kritische noot van Willem Pompe). Het referaat vormde de inleiding voor Ethiek en Recht (1949).
Op 4 november 1950 werd hij benoemd tot hoogleraar administratief recht aan de Universiteit Utrecht. Hij aanvaardde dit ambt met de rede Problemen van administratief recht. In 1954 wijzigde zijn leeropdracht naar de inleiding tot de rechtswetenschap, alsmede staatsleer, staatsrecht en administratief recht. Hij raakte als hoogleraar meerdere malen in opspraak. De laatste maal omdat hij tijdens een bijeenkomst van eerstejaars onder andere een verband suggereerde tussen gezinsgrootte, intelligentie en sociale klasse. Deze uitspraken brachten het bestuur van de faculteit waaraan hij verbonden was is dusdanige diskrediet dat Hooijkaas zelf ontslag nam.
Hij overleed op 17 juli 1971 in Den Haag.

## Publicaties (selectie)
- Ethiek en Recht (1949). in: Handelingen van de Vereniging voor Wijsbegeerte des Rechts
- Problemen van administratief recht (1949, oratie).
- De toekomst van het strafrecht (1936). in: het Tijdschrift voor Strafrecht 46 405-416
- Komt bij de bescherming van de individueele vrijheid in ons huidig strafrecht en strafprocesrecht de gemeenschap te kort? Zoo ja, welke wijzigingen dienen dan in onze wetgeving te worden aangebracht? (1934, pre-advies NJV).